# Parc national du Nord russe
Le parc national du Nord russe (russe : Национальный парк « Русский Север ») est un parc national situé, comme son nom l'indique, au nord de la Russie, dans le raïon de Kirillov de l'oblast de Vologda. Il a été créé le 20 mars 1992 et couvre une surface de 1 664 km2. Le nom du parc signifie Nord russe en russe. Le parc protège les paysages naturels et culturels autour du monastère de Kirillo-Belozersky et du monastère de Ferapontov, lieux de grande importance historique.

## Histoire
Au XIIIe siècle, la région faisait partie de la principauté de Beloozero, et au XIVe siècle, avec la principauté, est entrée dans le grand-duché de Moscou. En 1397, saint Cyrille Belozersky, un moine et un disciple de saint Serge de Radonège, fonde le monastère de Kirillo-Belozersky sur les rives du lac Siverskoye. La ville de Kirillov s'est finalement développée comme le posad du monastère. En 1398, Saint-Therapont du lac Blanc, arrivé avec Cyril, l'a déplacé à un autre endroit, qui devint plus tard le monastère de Ferapontov. Les deux monastères étaient subordonnés aux archevêques de Rostov. Aux XIe et XVIe siècles, le monastère de Kirillo-Belozersky s'est développé au point de devenir l'un des monastères les plus puissants de Russie. Il a également contribué à ce que la rivière Sheksna devienne l'une des voies navigables les plus largement utilisées reliant le centre et le nord de la Russie. À un moment, il a été le deuxième plus grand propriétaire terrien après la Trinité de la Laure de Saint-Serge. Vassili III de Russie, grand-prince de Moscou, et le tsar Ivan le Terrible ont visité le monastère à plusieurs reprises. À la fin du XVe siècle, Nil Sorsky, un ancien moine du monastère, a fondé le monastère de Nilo-Sorsky 15 km au nord-ouest de Kirillov. Tous ces monastères sont actuellement situés dans les limites du parc.
Dans les années 1980, le concept des parcs nationaux, qui n'existait pas auparavant en Union soviétique, a été développé, et l'Oblast de Vologda a souhaité créer un parc national. Alors que le choix initial était de créer un parc dans le district de Vytegorsky, au nord-ouest de l'oblast, pour protéger ses paysages karstiques, la région a finalement trouvé que l'endroit était trop distant pour le tourisme de masse, et l'emplacement du parc a été déplacé au district Kirillovsky. Le projet de parc a été développé en 1989-1990, et le parc national a été créé en 1992.

## Lieu et géographie
Le parc national est situé dans la partie sud du district Kirillovsky, à environ 100 km au nord-est de Vologda, à l'est du Lac Beloye et au nord-ouest du lac Koubenskoïe. Seulement 45,6 % de la superficie du parc appartiennent en fait au parc. Toute activité liée à la production est interdite dans cette partie du parc. Le reste du parc n'a pas été aliéné et est en cours d'utilisation, ce sont surtout des terres agricoles. En particulier, la ville de Kirillov est située dans le parc. Le parc national comprend également les monastères de Kirillo-Belozyorsky, Ferapontov, et Goritsky, ainsi que les tronçons de la Dvina du Nord comprenant la voie navigable Volga–Baltique.
Les bois occupent 69,8 % de la superficie du parc, les marais 7,1 %. La majorité de la région est essentiellement composée de paysages vallonnés d'origine glaciaire. Plusieurs collines, comme les collines Maura, Sandyreva et Tsypina, sont protégées en tant que monuments naturels. Deux autres monuments naturels sont protégés : Sokolsky Bor est un domaine couvert de pinède et situé sur la rive du réservoir de la Sheksna. Shalgo-Bodunovsky est une zone de forêt avec un accès limité qui protège le reste des forêts d'épinette et de pins, forêt vierge presque disparue dans l'oblast de Vologda.

## Tourisme
La ville de Kirillov avec le monastère Kirillo-Belozersky, ainsi que les monastères de Ferapontov et de Goritsy, sont privilégiés parmi les attractions touristiques situées dans les limites du parc. Le monastère de Ferapontov a été reconnu comme site du patrimoine mondial. Toutes ces attractions sont accessibles par la route. En particulier, les routes pavées entre Vologda et Kirillov, et entre Vologda et Vytegra traversent la zone du parc.

## Vues

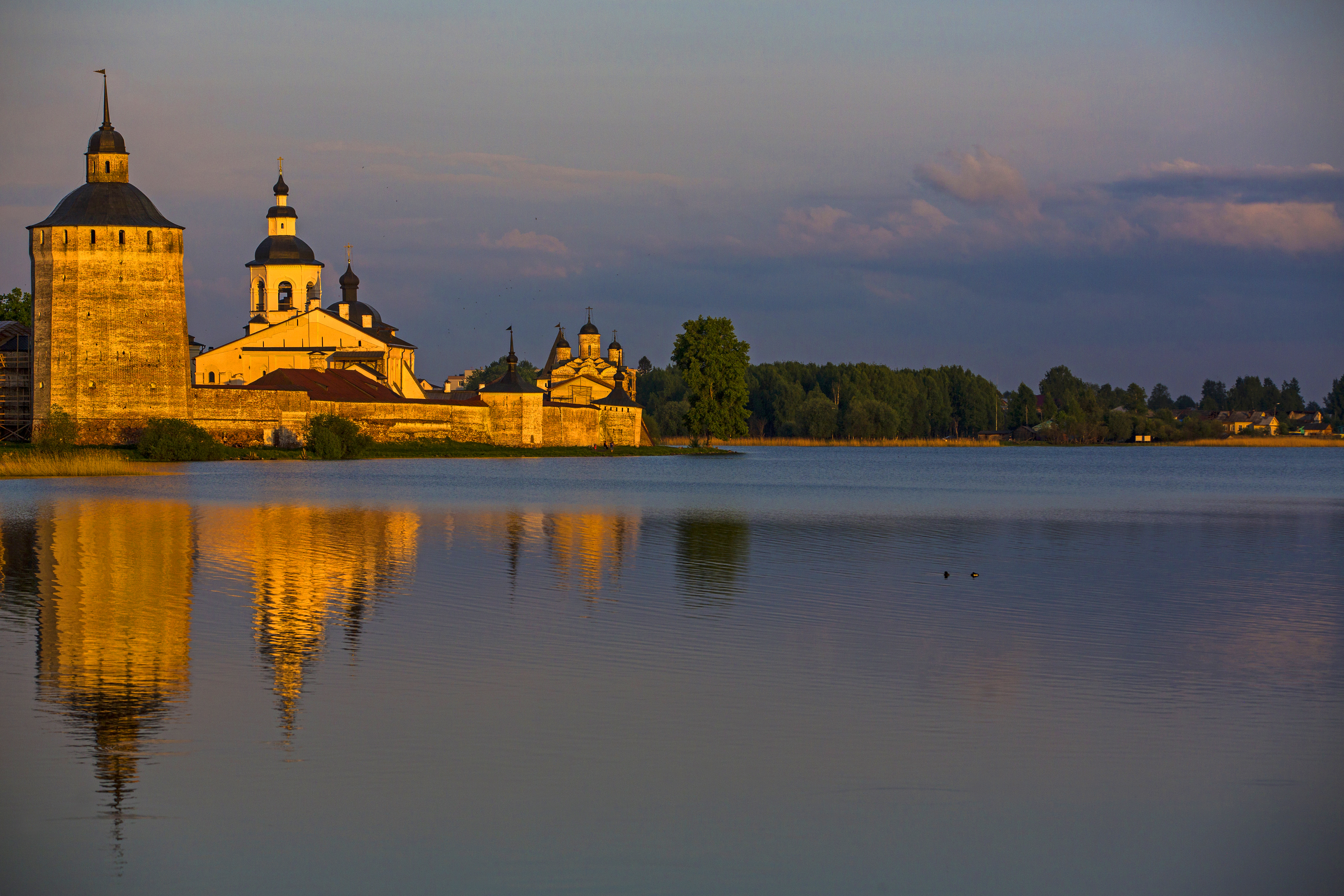
Monastère de Kirillo-Belozersky
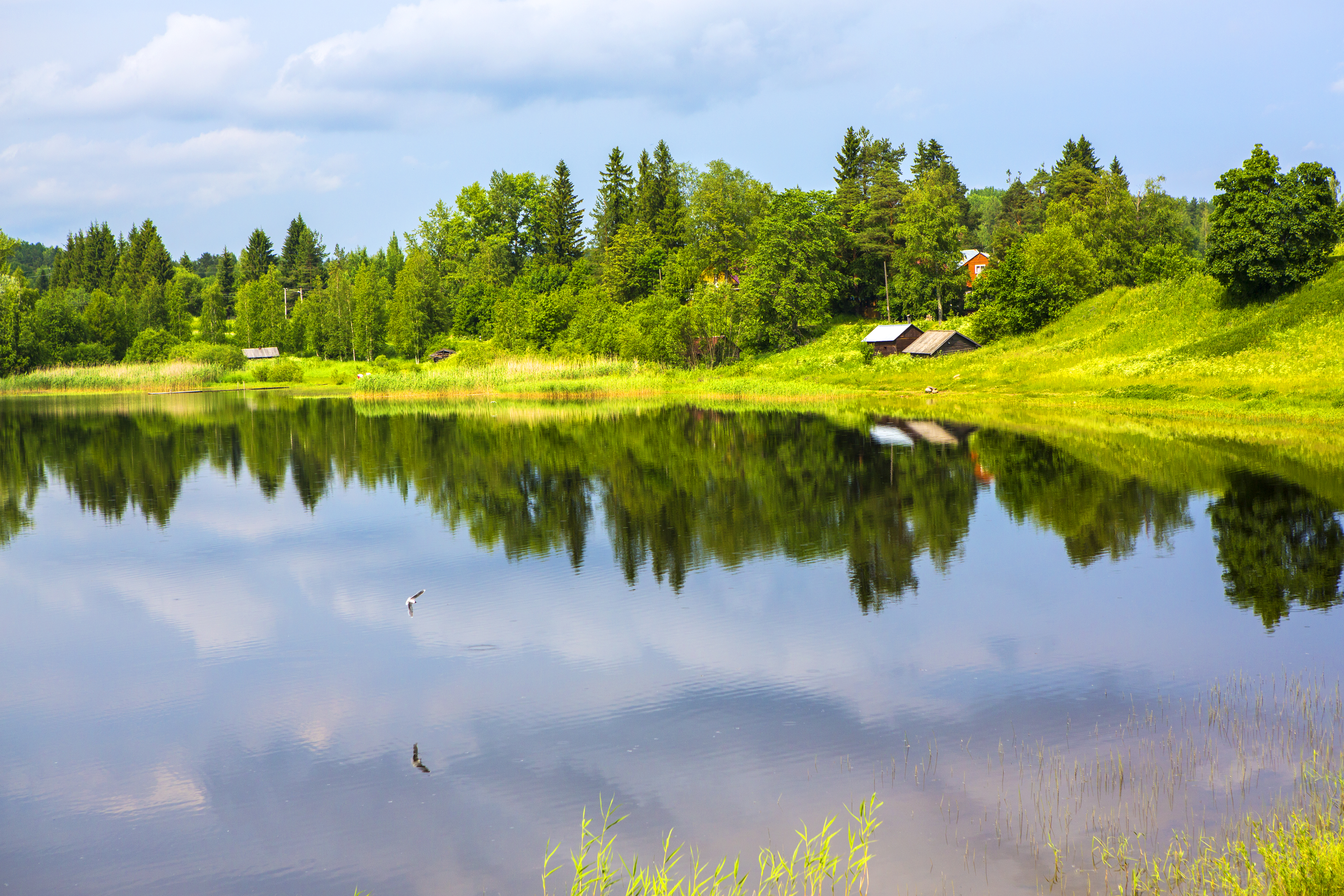
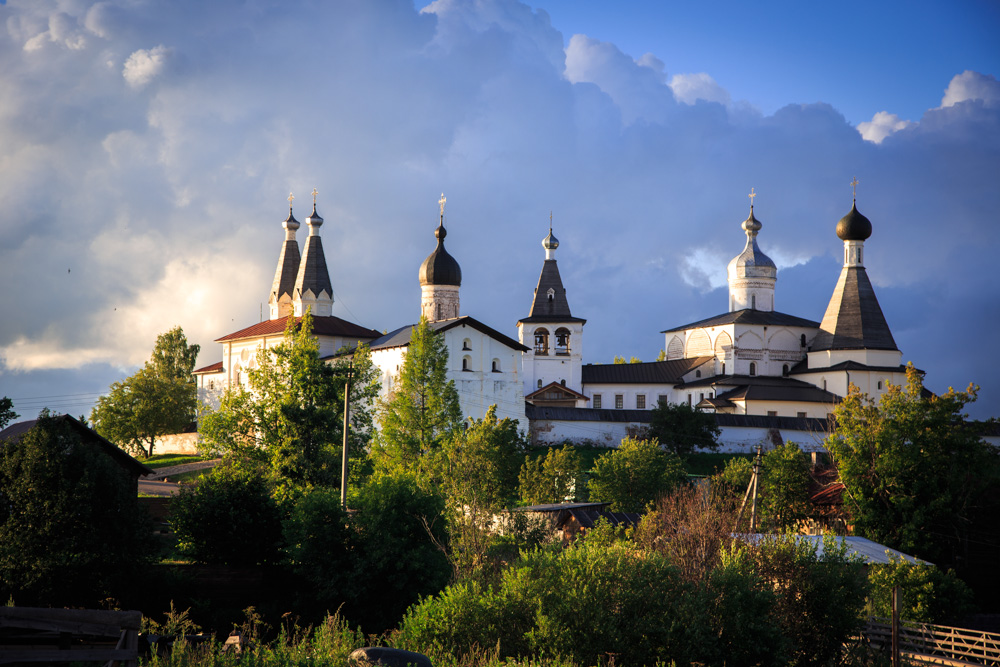
Monastère de Ferapontov
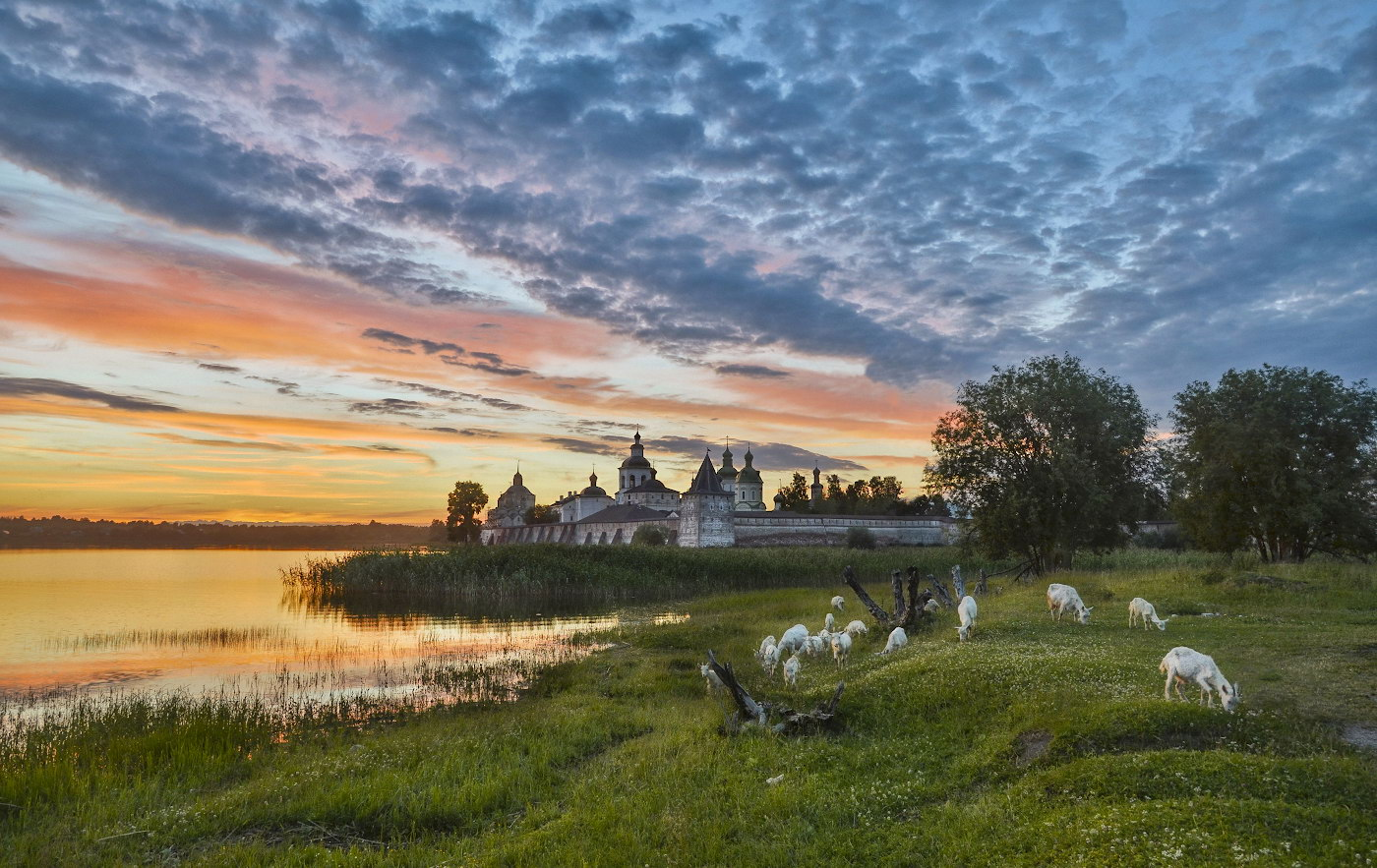
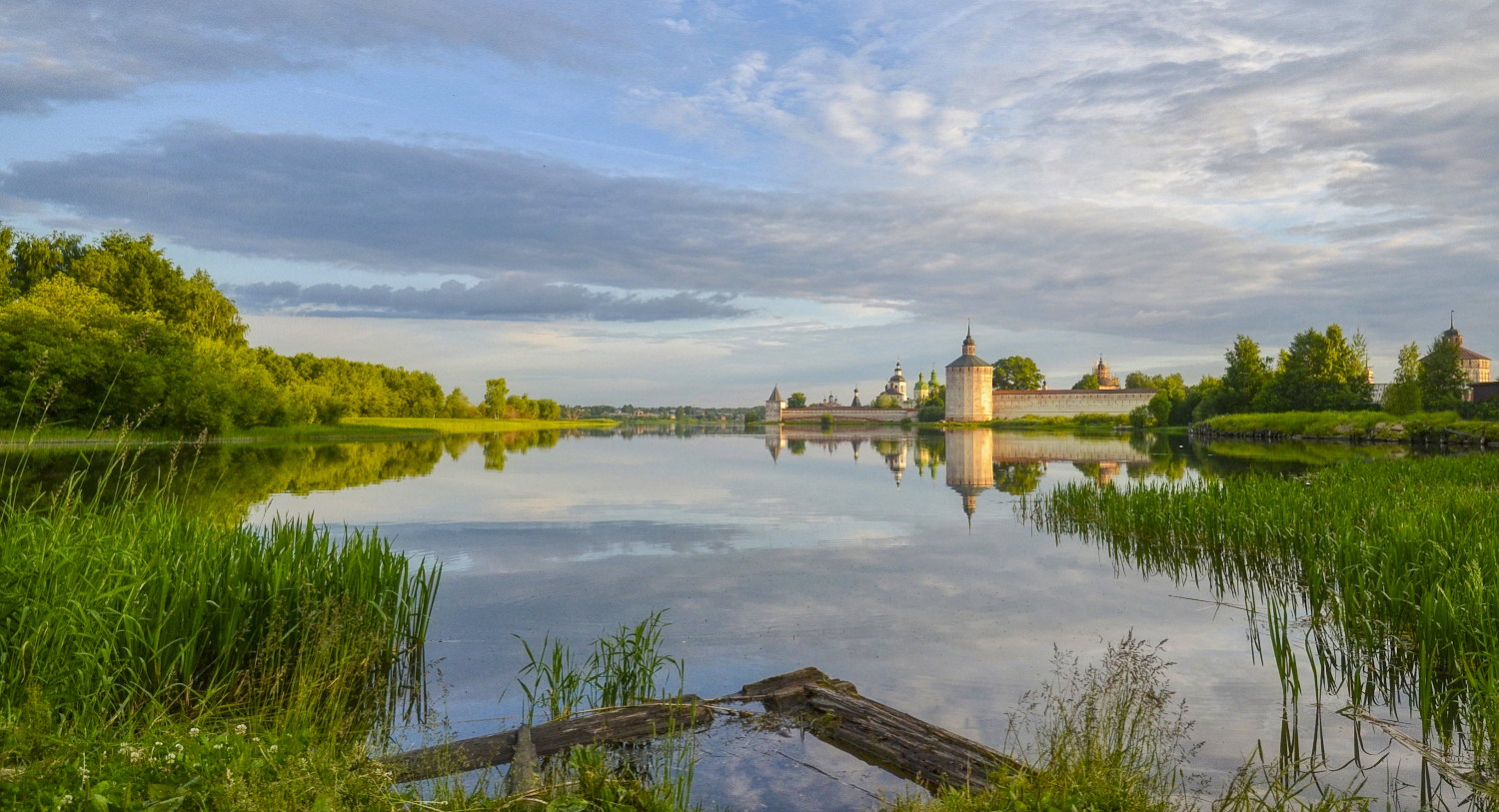
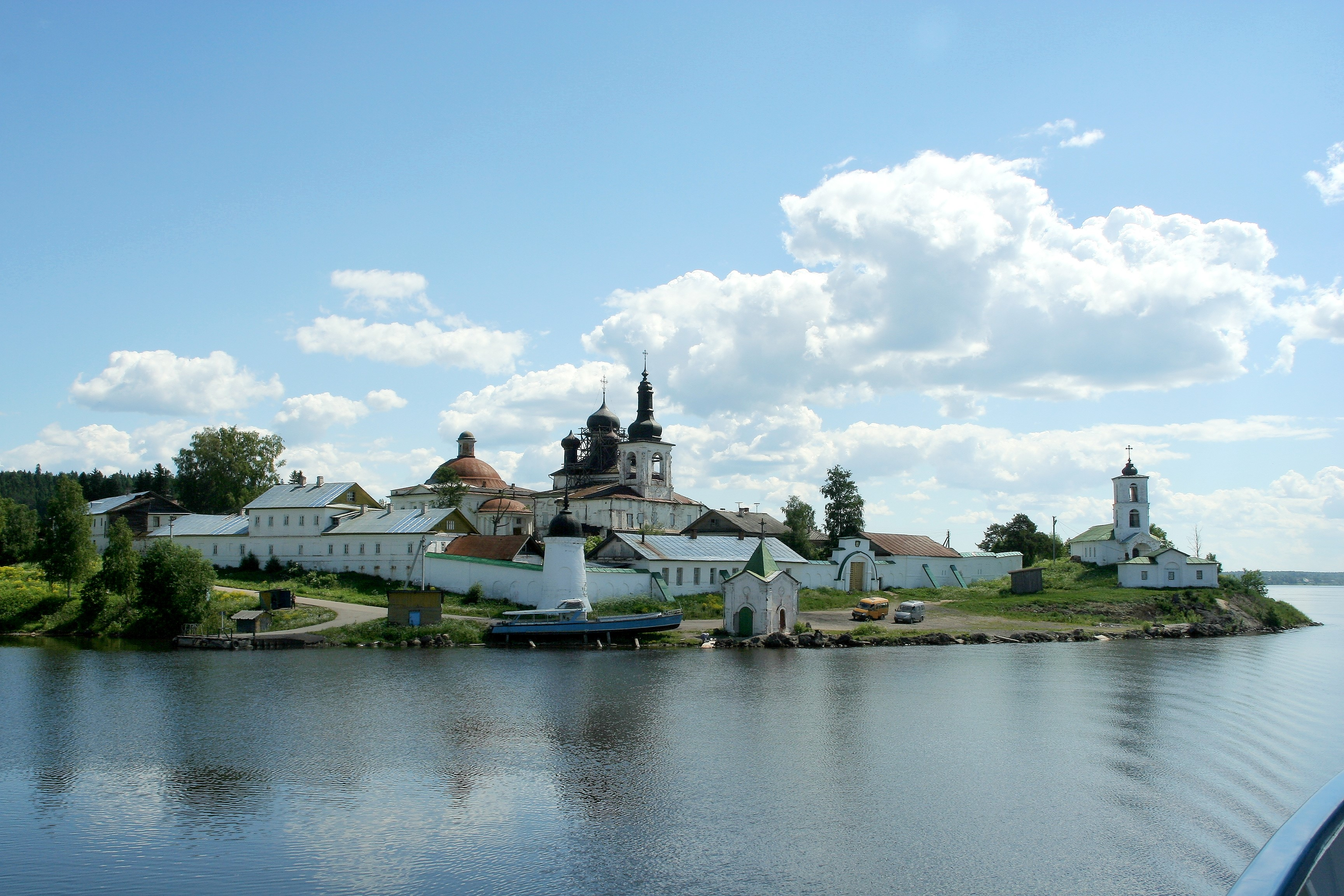
Monastère de Goritsy